# Château des Tourelles (Pornichet)
Ne doit pas être confondu avec le château des Tourelles à Vernon
Le château des Tourelles est un édifice construit en 1868 sur le territoire de la commune de Pornichet, dans le département français de la Loire-Atlantique. Le château appartient depuis 2008 au groupe Phelippeau qui l'a converti en centre de thalassothérapie et en hôtel de luxe.

## Localisation
Le château est construit sur un terrain de la pointe du Bec — qui borde à l'est la baie du Pouliguen —, à Pornichet. Il se dresse au milieu d'une parcelle bordée au sud-ouest par l'océan Atlantique.

## Historique
En 1860, le vicomte belge De Wautier et son épouse, la châtelaine de Chamalières, acquierent un terrain sur la pointe du Bec et y font construire le château, achevé en 1868. Dans son ouvrage Le journal d’une pensionnaire en vacances publié en 1906, Noémie Dondel du Faouëdic dit du « château Vauthier » « ce château est superbe avec ses cinq tours élancées et son fronton gracieusement sculpté au milieu de la principale façade flanquée de deux poivrières. Il semble énorme et son aspect deviendrait tout à fait sévère sans la blancheur de sa robe […] ».
C'est à la présence de ces tours que le château doit le nom populaire local de « château des Tourelles ».
En 1882, à la suite de la noyade de l'un de ses fils, le couple vend le château à l'industriel nantais Louis Flornoy. Celui-ci fait réhausser la bâtisse d'un niveau et supprime les toitures coniques des tours, leur ajoutant des créneaux.
La propriété est vendue en 1914 à Georges Legrand, directeur à l'agence France-Presse, qui fait appel à l'architecte Antonin Viale pour résoudre des problèmes d'étanchéité des toitures ; celui-ci restaure les toitures coniques des tourelles.
Racheté en 1938 par la mairie du 12e arrondissement de Paris qui y loge des colonies de vacances, il est revendu en 2008 au groupe Phelippeau qui le convertit en centre de thalassothérapie et en hôtel de luxe,,.

## Architecture
L'édifice est de style gothique symétrique et s'élève sur une base carrée sur deux étages et combles.
Les angles sont ponctués par des quatre rourelles, auxquelles s'ajoute une tour centrale ; elles sont, depuis le XXe siècle surélevées et les « toits coniques [ont été] remplacés par des toits à impérial en cuivre sur les tourelles et sur les tours par des toitures terrasses cernés de créneaux et merlons […] ».